# 乙部
乙部（おつぶ）は、漢字を部首により分類したグループの一つ。

## 概要
乙部には楷書における筆画として「乙」「乚」を含む字が収録されているが、収録字を見ると、「九」「乞」「也」などのような字は象形文字で、これらの字における「乙」「乚」については便宜上楷書の筆画によって部首分類しているにすぎないし、その他の字で字源的に「乙」「乚」が何らかの意味を持つと考えられる例でも、部首としての「乙」「乚」の明確な共通義はほとんど見出せない。後述のように部首字「乙」自身の成り立ちにも諸説がある。
現代の中国大陸の簡体字の部首分類法では、主部首を「乛」とし、「乙・乚・⺄・𠃊・𠃋・𠃍・𠃌（場合によっては亅・〇なども）」のような字形をその附形部首（変形部首）としていることが多いが、辞海の250部首の体系では乙部と乛部を別々の部首としている。
韓国の国字では、下部に「乙」を置くことで読みの終声がㄹ (l) であることを示している。例えば、乭돌、dol（石を意味する固有語と同じ読み）、乫갈、gal（「加」の読み가 (ga) に終声ㄹ (l) を付加）など。人名等の固有名詞に使用される。

## 通称
- 日本：おつ、おつにょう、つりばり
- 中国：乙字旁
- 韓国：새을부（sae eul bu、鳥の乙部）
- 英米：The second; latter

## 主な字書での配列
- 説文解字540部：514番目（巻十四下、15番目）
- 五経文字160部：なし
- 龍龕手鑑242部：236番目（入声、53番目）
- 四声篇海444部：379番目（巻十三、52番目）
- 康熙字典214部：5番目（1画、5番目）

## 部首字
乙

### 字音
- 中古漢語
  - 広韻 - 於筆切
  - 詩韻 - 質韻、入声
  - 三十六字母 - 影母
- 現代漢語
  - 普通話 - ピンイン：yǐ 注音：ㄧˇ ウェード式：i3
  - 広東語 - Jyutping:jyut3
- 日本語 - 音：オツ（呉音） 訓：きのと（十干の第2位）
- 朝鮮語 - 音：을(eul) 訓：새(sae、鳥、「乙」には「つばめ」の意味がある)

### 字義・字体
十干の二番目のほか、「魚の鰓の骨」「かがむ」などの意味に用いられる。字形については、水の流れの象形、草木が屈曲しながら芽を出すことの象形、曲がっている抽象的物体の象形などの説がある。
隷書・楷書では旁の位置に置かれたときに「乚」の形に変化する。

## 例字
乙・九・乞・乾・也・乳・亂（乱）
- 㐇㐈㐉㐊㐋㐌㐍㐎㐏㐐㐑㐒㐓㐕㐖㐗㐘㐙㐚㐛㐝㐝㐞㐝㐠㐡㐢㐣㐤㐥㐦
- 𠃉𠃊𠃋𠃌𠃍𠃎𠃏𠃐𠃑𠃒𠃓𠃔𠃕𠃖𠃗𠃘𠃙𠃚𠃛𠃜𠃝𠃞𠃟𠃠𠃡𠃢𠃣𠃤𠃥𠃦𠃧𠃨𠃩𠃪𠃫𠃬𠃭𠃮𠃯𠃰𠃱𠃲𠃳𠃴…𠄇𠄈𠄉𠄊

### 最大画数
𠄋